# John Hencken
John Hencken (n. 29 mai 1954, Culver City, California, SUA) este un înotător ce a reprezentat Statele Unite ale Americii, medaliat olimpic. A participat la 2 ediții ale Jocurilor Olimpice (1972, 1976) în care a câștigat 5 medalii de aur, o medalie de argint și o medalie de bronz.